# Unione di Utrecht delle Chiese vetero-cattoliche

In blu i Paesi in cui è presente una Chiesa della Comunione anglicana, in rosso quelli in cui è presente una Chiesa dellUnione di Utrecht, in verde quelli in cui è presente una Chiesa della Comunione di Porvoo.

L'Unione di Utrecht delle Chiese vetero-cattoliche, nota anche semplicemente come Unione di Utrecht, è una federazione di Chiese vetero-cattoliche, non in comunione con Roma ma in piena comunione con la Comunione anglicana (in seguito agli Accordi di Bonn del 1931), e con la Chiesa filippina indipendente (dal 1965); ha firmato nel 1987 una "Dichiarazione cristologica congiunta" con le Chiese ortodosse.
Non avendo accettato i dogmi dell'infallibilità pontificia e della Giurisdizione universale del Papa, molti credenti furono scomunicati dalla Chiesa cattolica, e così costretti a organizzare Chiese autonome. La Dichiarazione di Utrecht del 1889, firmata dai vescovi olandesi, tedeschi e svizzeri unificò questo movimento intorno al "Credo dell'antica Chiesa indivisa del primo millennio". 
Le Chiese membro dell'Unione di Utrecht fanno parte del Consiglio ecumenico delle Chiese.

## Storia
La Chiesa madre, la Chiesa vetero-cattolica dei Paesi Bassi, fu creata nel 1723 come risultato di tensioni tra la gerarchia cattolica locale e la Curia romana e assunse il nome attuale nel 1853. Le altre chiese, come la Chiesa cattolica cristiana svizzera (1871) e la Diocesi cattolica per i veterocattolici in Germania (1873), si formarono dopo il Concilio Vaticano I (nel quale furono definiti i dogmi dell'infallibilità e della giurisdizione universale del Papa) e basarono la loro successione apostolica su quella, valida (ma ritenuta illecita dalla Curia romana in quanto non in comunione con essa), garantita dalla Chiesa olandese. Pochi anni dopo nacque la Chiesa vetero-cattolica d'Austria, all'epoca con giurisdizione sull'intero Impero austro-ungarico, formatasi contemporaneamente alle altre due di lingua tedesca, ma che dovette battersi con maggiori problemi nella creazione di una propria organizzazione.
Nel 1909 entrò a far parte dell'Unione anche la Chiesa Mariavita polacca (con la consacrazione del vescovo Kowalski; questa chiesa uscì dall'Unione nel 1924 in seguito alla teorizzazione da parte dello stesso Kowalski dei "matrimoni mistici" tra preti e suore; attualmente la Chiesa Mariavita ha espresso il desiderio di essere riammessa nell'Unione, ma sono sorte difficoltà a causa dell'esistenza sul territorio polacco di una Chiesa già membro dell'Unione e della non perseguibilità nel breve periodo dell'integrazione in un solo soggetto di quest'ultima realtà con la Chiesa mariavita).
La Chiesa cattolica nazionale polacca in Nord America rimase in "comunione deteriorata" con le Chiese dell'Unione dal 1997 al 2003 in seguito a controversie su ordinazione femminile e benedizione delle unioni omosessuali; nel 2004 questa chiesa fu espulsa a causa del rifiuto di tornare in piena comunione con quelle Chiese che praticavano l'ordinazione delle donne e la Chiesa vetero-cattolica in Slovacchia si separò dall'Unione, mentre la cattedrale di San Giovanni di Toronto si riconciliò.
Tra il 2005 e il 2007, su iniziativa della Chiesa episcopale degli Stati Uniti d'America, l'Unione di Utrecht ha promosso l'aggregazione di un certo numero di Chiese che si dichiarano vetero-cattoliche. In seguito al fallimento di questo progetto - terminato senza che ci fosse integrazione, ma, al contrario, con la nascita di nuovi soggetti - l'Unione ha deciso che in futuro dirotterà le richieste di ingresso da parte di soggetti americani alla Chiesa Episcopale.
Tra il 2006 e il 2007 è stata ammessa come membro in prova la Chiesa vetero-cattolica della Columbia Britannica, in seguito indirizzata verso un'unione con la locale Chiesa anglicana.
Negli anni 1960 esistette anche una Chiesa vetero-cattolica slovena, con 3000 credenti, un vescovo (Anton Kovačević), 4 parrocchie e 3 presbiteri.
Esistette poi una Chiesa vetero-cattolica in Serbia, con 3000 credenti, un amministratore apostolico (Jovan Ajhinger), 4 parrocchie e 4 presbiteri. Sembra che esista tuttora una parrocchia a Novi Sad. Nel censimento del 2002 sono elencate nell'introduzione della valutazione la "Chiesa vetero-cattolica" e la "Chiesa vetero-cattolica nazionale croata", ma sull'area pubblica non sono disponibili dati, essendo inseriti questi nella voce "Altro". Nell'Annuario del governo della Repubblica di Serbia e Montenegro per l'anno 2004, l'amministratore apostolico è elencato, e questo sembra essere un riconoscimento pubblico.
Il 1º aprile 2014 la Conferenza episcopale internazionale ha votato a favore della riammissione della Chiesa vetero-cattolica mariavita nell'Unione di Utrecht.
Dal 23 novembre 2016 l'Unione di Utrecht è entrata in piena comunione con la Chiesa di Svezia.

### Difficoltà e conflitti
Quando nel 1996 la diocesi tedesca dopo approfondita riflessione teologica ordinò le prime donne prete, il diritto di voto nell'Unione del vescovo tedesco fu temporaneamente sospeso. La base di questa decisione fu che si doveva prima concordare l'attuazione pratica dell'ordinazione femminile, che era accettata in linea di principio in tutte le Chiese dell'Europa occidentale, aspettare qualche anno e praticarla solo unendo le forze. Tuttavia, poiché la Conferenza episcopale internazionale 1997 dovette prendere atto del fatto che una tale azione comune, a causa di differenze sostanziali, non sarebbe stata possibile, negli anni successivi anche le altre tre chiese dell'Europa occidentale hanno conferito l'ordine a delle donne. Le Chiese dell'Europa orientale non ordinano le donne - con l'eccezione della Chiesa vetero-cattolica della Repubblica Ceca, che tuttavia ordina le donne al massimo al diaconato. Queste hanno però mantenuto la piena comunione con quelle Chiese vetero-cattoliche che praticano l'ordinazione femminile. Solo la Chiesa cattolica nazionale polacca degli Stati Uniti respinse decisamente l'ordinazione femminile, e proprio a causa di questo rifiuto, la Conferenza episcopale vetero-cattolica internazionale nel 2003 rilevò che "(...) la piena comunione, come stabilito dallo Statuto dell'IBK non ha potuto essere restaurata e quindi il risultato è che la separazione delle nostre chiese continua".

## Teologia e pratiche
Le Chiese vetero-cattoliche rifiutarono immediatamente la dottrina dell'infallibilità papale, ricevendo per tale motivo la scomunica da parte della Chiesa cattolica. Coerentemente con questa posizione, le Chiese vetero-cattoliche rigettano tutte le dottrine promulgate esclusivamente nella Chiesa cattolica, come quelle dell'Immacolata Concezione (proclamata da papa Pio IX l'8 dicembre 1854, anteriormente al dogma infallibilista) e dell'Assunzione di Maria (proclamata da papa Pio XII il 1º novembre 1950).
Per quanto concerne l'eucaristia, credono che "riceviamo il Corpo e Sangue del nostro Salvatore Gesù Cristo sotto le specie del pane e del vino" (dal testo della Dichiarazione di Utrecht), ma non approvano il concetto di transustanziazione poiché legato a una concezione sacrificale della messa, da loro invece vista come momento di ringraziamento e di memoriale.
I vecchi cattolici hanno abrogato il Filioque dal Credo e rifiutano la dottrina del Purgatorio; in questo caso, tuttavia, riconoscono in genere una purificazione per mezzo della grazia di Cristo dopo la morte e solitamente pregano per i defunti.
Mentre hanno questi aspetti in comune con la Chiesa ortodossa, si distanziano da essa non solo nel mantenere alcune pratiche cattoliche di base come il battesimo per infusione o gli azzimi nell'eucaristia, ma anche nell'avere abolito l'obbligatorietà del celibato pure per i vescovi e nel permettere al clero di sposarsi anche dopo l'ordinazione.
Le Chiese vetero-cattoliche tendono a essere più liberali rispetto alle Chiese cattolica e ortodossa. Molte chiese dell'Unione ordinano le donne in tutti i gradi di questo sacramento (ordini minori, diaconato, sacerdozio, episcopato). Angela Berlis è stata la prima donna prete dell'Unione, ordinata nel 1996 dal vescovo tedesco Joachim Vobbe.
In più, le chiese di Italia, Paesi Bassi, Germania, Austria e Svizzera offrono la benedizione alle coppie omosessuali. Si dà rilevanza alla coscienza individuale in materia etica.
La confessione auricolare non è obbligatoria e la contraccezione è lasciata alla coscienza dei coniugi.

## Dati principali sulle Chiese membro

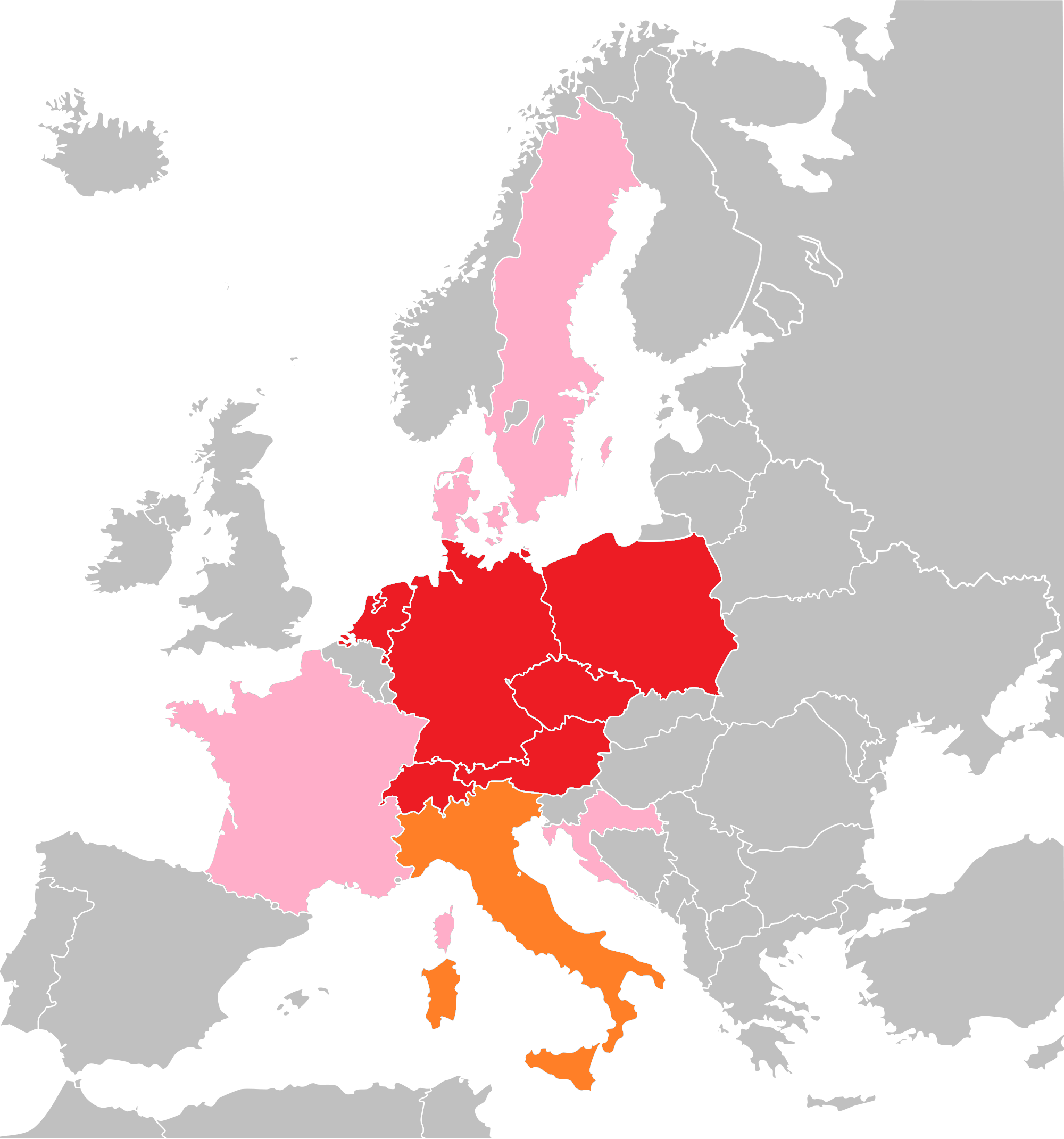
Le chiese dell'Unione di Utrecht:
- In rosso i membri effettivi;
- In rosa le giurisdizioni dipendenti;
- In arancione le giurisdizioni scomparse

| Chiesa                                                                                            | Cattedrale | Vescovo ordinario                                                                                                  | Parrocchie | Preti    | Fedeli          | Dimensione parrocchiale media |
| ------------------------------------------------------------------------------------------------- | --- | --- | ---------- | -------- | --------------- | ----------------------------- |
| Chiesa vetero-cattolica dei Paesi Bassi Arcidiocesi di Utrecht Diocesi di Haarlem                 | Santa. Gertrude (Utrecht) Sante Maria e Anna (Haarlem) | Joris Vercammen Antonius Jan Glazemaker (arcivescovo emerito di Utrecht e vescovo emerito di Deventer) Dirk Schoon | 16 9       | 23 8     | 5.469           | 219                           |
| Diocesi cattolica per i veterocattolici in Germania                                               | Nome di Gesù (Bonn); | Matthias Ring Joachim Vobbe (vescovo emerito)                                                                      | 54         | 99       | 15.000          | 278 (370)                     |
| Chiesa cattolica cristiana svizzera                                                               | Santi Pietro e Paolo (Berna) | Harald Rein Hans Gerny (vescovo emerito) Fritz-René Müller (vescovo emerito)                                       | 33         | 44       | 13.312          | 403                           |
| Chiesa vetero-cattolica d'Austria                                                                 | San Salvatore (Vienna) | Heinz Lederleitner John Ekemenzie Okoro (vescovo emerito) Bernhard Heitz (vescovo emerito)                         | 11         | 15       | 14.621          | 1329                          |
| Chiesa vetero-cattolica della Repubblica ceca                                                     | San Lorenzo (Praga) Concattedrale della Trasfigurazione (Varnsdorf) | Pavel Benedikt Stránský Dušan Hejbal (vescovo emerito)                                                             | 16         | 22       | 2.700 (1.605)   | 169 (100)                     |
| Chiesa polacco-cattolica Diocesi di Varsavia Diocesi di Breslavia Diocesi di Cracovia-Częstochowa | Cattedrale dello Spirito Santo (Varsavia) Santa Maria Maddalena (Breslavia) Procattedrale di Santa Maria Vergine (Kotłów) Maria Madre di Dio e Regina degli Apostoli (Częstochowa) Procattedrale di Nostra Signora del Perpetuo Soccorso (Strzyżowice) | Wiktor Wysoczański (sede vacante) (sede vacante)                                                                   | 33 20 25   | 32 24 25 | 19.035 (2008)   | 244                           |
| 6 Chiese nazionali 9 Diocesi                                                                      | 9 Cattedrali 1 Concattedrale 2 Procattedrali | 7 vescovi ordinari 7 vescovi emeriti                                                                               | 217        | 292      | 69.042 – 70.137 | 428 – 456                     |